# Henry Hübchen

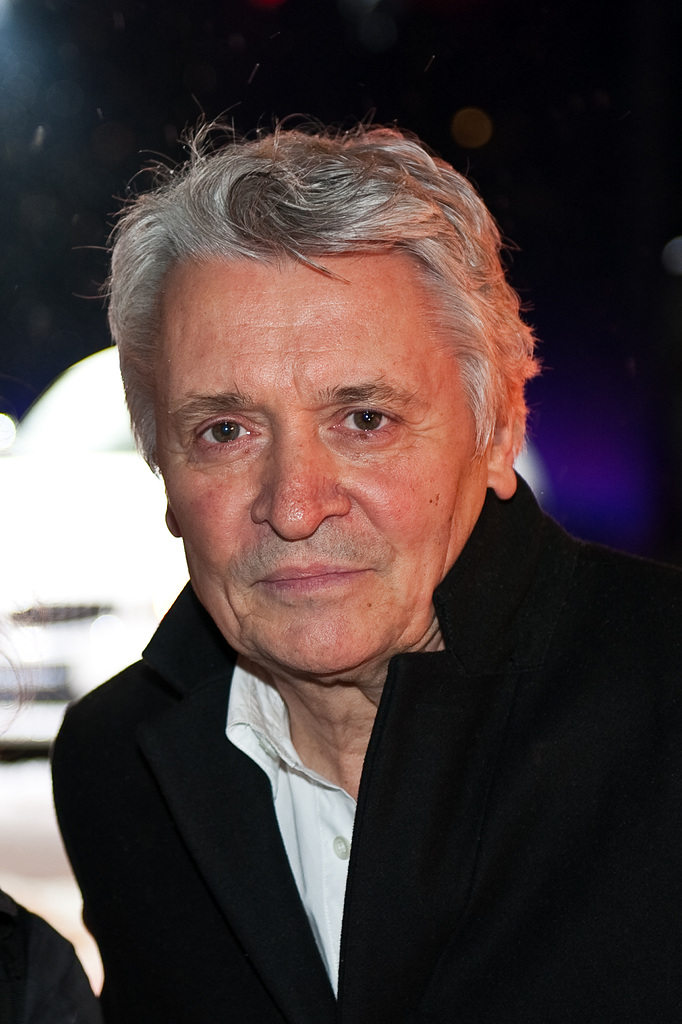
Henry Hübchen (2010)

Henry Hübchen (* 20. Februar 1947 in Berlin) ist ein deutscher Schauspieler, Hörspielsprecher, Regisseur und Musiker.
Er ist einer der profiliertesten deutschen Charakterdarsteller. Bekannt ist er u. a. durch seine Zusammenarbeit mit dem Theaterregisseur Frank Castorf an der Berliner Volksbühne und durch seine Rolle als ehemaliger DDR-Sportreporter Jaecki Zucker im Spielfilm Alles auf Zucker!. In der Fernsehreihe Commissario Laurenti, basierend auf den Kriminalromanen von Veit Heinichen, spielte er die Hauptrolle des Commissario Proteo Laurenti. Seit 1965 stand er als Schauspieler bislang in mehr als 130 Film- und Fernsehproduktionen vor der Kamera.

## Leben

### Herkunft und Ausbildung
Henry Hübchen wurde in Berlin als Sohn eines Konstrukteurs und einer Buchhalterin im Bezirk Charlottenburg geboren. 1949 zog die Familie nach Ost-Berlin. Hübchen sammelte bereits in seiner Jugend erste schauspielerische Erfahrungen. Er wirkte unter anderem in einer kleinen Nebenrolle im ersten DEFA-Indianerfilm Die Söhne der großen Bärin (1965) mit. Nach dem Abitur begann er an der Humboldt-Universität zu Berlin ein Physikstudium, das er nach einem Jahr abbrach. 1970 schloss er die Schauspielausbildung an der Hochschule für Schauspielkunst „Ernst Busch“ in Ost-Berlin ab.

### Theater
Am Theater Magdeburg gab er sein Bühnendebüt, bevor er 1974 durch den Intendanten und Regisseur Benno Besson an die Volksbühne Berlin kam, wo er bis 2002 zum festen Ensemble gehörte. Ab 1988 und insbesondere in der Zeit nach der Wende kam es bis 2008 zu einer Zusammenarbeit mit dem Theaterregisseur Frank Castorf, der ihn in seinen Inszenierungen als Charakterdarsteller sowohl in klassischen als auch modernen Stücken besetzte. Hübchen spielte unter anderem den Franz Moor in Friedrich Schillers Die Räuber oder in dem Bühnenstück Pension Schöller: Die Schlacht nach Carl Laufs, Wilhelm Jacoby und Heiner Müller, wo er 1994 den Onkel Philipp gab. Er arbeitete an der Volksbühne unter anderem auch mit verschiedenen anderen Regisseuren, wie Brigitte Soubeyran zusammen, die ihn in Jean Racines Britannicus in der Titelrolle besetzte.
Einige der Theaterinszenierungen wurden auch im Fernsehen ausgestrahlt, so sah man ihn 1999 als KP-Mitglied Hoederer in Sartres Schauspiel Die schmutzigen Hände. 2000 agierte er als Stepan Trofimowitsch Werchowenski in Castorfs Bühnenstück Dämonen, das lose auf Fjodor Dostojewskis Die Dämonen und dem Roman Die Besessenen von Albert Camus basiert. Daneben gastierte er an den Bühnen in Köln und am Hamburger Schauspielhaus. Für sein Bühnenwirken erhielt Hübchen mehrfach Auszeichnungen, unter anderem wurde er in den Jahren 1994 und 2001 von der Fachzeitschrift Theater heute zum Schauspieler des Jahres gekürt. 2000 bekam er den Berliner Theaterpreis.
Darüber hinaus wirkte er auch als Theaterregisseur. Für seine im Jahr 1991 uraufgeführte Inszenierung der Molière-Komödie Der Menschenfeind mit Horst Westphal in der Titelrolle des Alceste erhielt er 1993 gemeinsam mit dem Ensemble den Friedrich-Luft-Preis der Berliner Morgenpost.

### Film und Fernsehen
Nachdem Hübchen bereits als Kind und Jugendlicher in verschiedenen Kino- und Fernsehproduktionen mitgewirkt hatte, arbeitete er parallel zu seinen Bühnenauftritten ab den 1970er Jahren verstärkt vor der Kamera. Ab 1972 war er wiederholt als Episodendarsteller der Kriminalfilmreihe Polizeiruf 110 zu sehen, bis 1988 übernahm er sieben Gastauftritte. Eine erste größere Rolle übernahm Hübchen in der Rolle des jungen Juden Mischa in Frank Beyers Jakob der Lügner (1974), der für einen Oscar nominiert wurde. Eine weitere Hauptrolle spielte er in Erwin Strankas Jugendfilm Die Moral der Banditen (1975), der lose auf dem gleichnamigen Roman von Horst Bastian basiert.
Er wirkte in der Folgezeit in mehreren Produktionen des Fernsehens der DDR mit, wie etwa in Mord im märkischen Viertel (1975) aus der Reihe Kriminalfälle ohne Beispiel, der Komödie Camping-Camping (1977) oder als Filmneffe von Agnes Kraus in der Filmkomödie Aber Doktor (1980). In dem Fernsehfilm Johann Sebastian Bachs vergebliche Reise in den Ruhm (1980) spielte er Carl Philipp Emanuel Bach, den Sohn des Komponisten Johann Sebastian Bach. 1983 übernahm er in Klaus Gendries’ Fernseh-Zweiteiler Der Bastard (1983) die Titelrolle des Rando Beggerow und spielte unter der Regie von Celino Bleiweiß in dem Märchenfilm Zauber um Zinnober, nach dem Kunstmärchen Klein Zaches genannt Zinnober von E. T. A. Hoffmann, die Rolle des Vincenz. In der für das Fernsehen produzierten Theodor-Storm-Novellenverfilmung Es steht der Wald so schweigend (1985) spielte er die Hauptrolle des Rudolf. In der Anna-Seghers-Verfilmung Das wirkliche Blau (1986) war er in der Rolle des mexikanischen Töpfers Benito zu sehen.
Im wiedervereinigten Deutschland konnte Hübchen nahtlos an seine Erfolge in der DDR anknüpfen. Regisseur Klaus Überall besetzte ihn in der Titelrolle des ZDF-Sechsteilers Karl May. In der Hera-Lind-Verfilmung Ein Mann für jede Tonart (1993), dem Kinodebüt von Katja Riemann, war er in der Rolle des Konzertkritikers Georg Lalinde auch auf der Kinoleinwand wieder zu sehen. Darüber hinaus übernahm er seine ersten beiden Rollen in der ARD-Krimireihe Tatort, in dem das Dresdner Tatort-Team Ehrlicher und Kain ermittelte. In der Episode Verbranntes Spiel (1993) spielte er einen verheirateten Arzt, der nach einer Liebesnacht mit einer anderen Frau erpresst wird. Dieter Wedel besetzte ihn für seine Fernseh-Mehrteiler Der Schattenmann (1996) und Der König von St. Pauli (1998). In dem Fernseh-Mehrteiler Warten ist der Tod (1999) spielte er den ehemaligen Luftwaffenpilot Klaus Kellermann, der mit seinen beiden Kollegen Jürgen Venske (Ulrich Tukur) und Hans-Peter Laux (Jörg Schüttauf) einen großen Coup landen will. In Leander Haußmanns Kinofilm-Debüt Sonnenallee (1999) gab er an der Seite von Katharina Thalbach den im Unterhemd laufenden Vater Ehrenreich, der seine Freude am Sex wiederfindet. 2001 spielte Hübchen in dem Kriminalfilm Boran den Hauptkommissar Martin Rogatzki. Eine ähnlich gelagerte Rolle hatte er im selben Jahr als Kriminalsekretär Fabich in Sass – Die Meisterdiebe, der Geschichte der Brüder Sass, die in den 1920er-Jahren für ihre Einbruchserien bekannt wurden.
Von 2003 bis 2005 übernahm Hübchen im Polizeiruf 110 eine feste Rolle als Schweriner Kriminalhauptkommissar Tobias Törner. In Dani Levys Alles auf Zucker! (2004) war er an der Seite von Hannelore Elsner als schlitzohriger Berliner Ex-DDR-Sportreporter Jaeckie Zucker, der seinen jüdischen Glauben längst verloren hat, zu sehen. Für sein komödiantisches Schauspiel wurde er mit dem Deutschen Filmpreis 2005 als bester Hauptdarsteller ausgezeichnet.
Von 2006 bis 2009 war Hübchen in fünf Filmen der ARD-Krimireihe Commissario Laurenti, die auf den Kriminalromanen von Veit Heinichen basierten, in der Rolle des Commissarios Proteo Laurenti zu sehen. Darüber hinaus gab er 2009 als Harry in der Tragikomödie Alter und Schönheit den besten Freund eines todkranken Mannes, in Andreas Dresens Filmkomödie Whisky mit Wodka sah man ihn als den alkoholabhängigen Schauspieler Otto Kullberg, in der Bestseller-Verfilmung Lila, Lila nach dem Roman von Martin Suter war er in der Rolle des literarisch talentierten Herumtreibers Jacky, der zum Erpresser wird, zu sehen und in dem Märchenfilm Die Gänsemagd als Märchenkönig Gustav.
In Philipp Stölzls Goethe! (2010) spielte er den Vater des jungen Dichters und Naturforschers. In der Mark-Twain-Verfilmung Die Abenteuer des Huck Finn (2012) übernahm er die Rolle des Sklavenjägers Packard. In Florian David Fitz’ Jesus liebt mich war er der zum Dorfpfarrer degradierte Erzengel Gabriel. In der Tragikomödie Die Zeit mit Euch (2014) war er neben Leslie Malton als frisch pensionierter Fernsehjournalist Paul, der inmitten einer Sinnkrise steckt, zu sehen. In Liebe am Fjord – Unterm Eis (2015) spielte er den norwegischen Familienpatriarchen Thore. In dem ZDF-Sozialdrama Der Pfarrer und das Mädchen (2015) übernahm er als Max Polke die Rolle des besten Freundes des Berliner Pfarrers Thomas Seelow (Rainer Hunold), der sich vom Kleinverbrecher zum Inhaber einer Reinigungs- und Sicherheitsfirma hochgearbeit hat. In der Tragikomödie Besuch für Emma (2015) spielte er den Obdachlosen August von Zinnerberg, der sich mit der schlitzohrigen Kassiererin Emma Beeskow (Dagmar Manzel) anfreundet. In dem Kriminalfilm Tage des letzten Schnees (2019), der auf dem gleichnamigen Roman von Jan Costin Wagner basiert, übernahm er die Hauptrolle des Kriminalhauptkommissars Johannes Fischer. Für die im März 2020 in den deutschen Kinos gestartete Filmkomödie Die Känguru-Chroniken stand er erneut unter Regie von Dani Levy in der Rolle des Immobilienhais Jörg Dwigs vor der Kamera. Im Mai 2021 war Hübchen in der Filmkomödie Wir bleiben Freunde gemeinsam mit Ulrike Kriener als geschiedenes Ehepaar Heitmann zu sehen, das beschließt, Freunde zu bleiben.

### Sonstiges
Neben seiner schauspielerischen Arbeit trat Hübchen als Sänger mit den Bands Die Continentels und Klosterbrüder unter anderem in der Fernsehsendung Die Notenbank auf. Für die Gruppe City komponierte er mehrere Lieder, unter anderem Gute Gründe und Casablanca vom gleichnamigen Album. 1981 und 1982 war Hübchen DDR-Meister im Windsurfen.
2010 entstand unter der Regie von Irene Höfer und Sabine Lidl die arte-Dokumentation Henry Hübchen – Mein Leben über sein Lebenswerk.

## Privates
Er ist seit 1977 mit seiner Schauspielagentin Sanna verheiratet, lebt aber seit Längerem getrennt von seiner Frau. Er hat drei Töchter: Nora, Franziska und Theresa, die ebenfalls Schauspielerin ist. Er ist seit Anfang der 2000er-Jahre mit Carmen Kopplin liiert, sie wohnen aber nicht zusammen. Hübchen lebt in Berlin-Pankow. 

## Position zum russischen Überfall auf die Ukraine
Im Februar 2023 war Hübchen Erstunterzeichner der von Sahra Wagenknecht und Alice Schwarzer initiierten Petition an Olaf Scholz (Manifest für Frieden) sowie im Dezember 2024 des ebenfalls von Wagenknecht und Schwarzer initiierten friedenspolitischen „Appell der 38“, der sich gegen die Gefahr eines großen europäischen Krieges richtet.

## Filmografie

### Kinofilme
- 1965: Die Söhne der großen Bärin
- 1968: Leben zu zweit
- 1975: Jakob der Lügner
- 1975: Die Moral der Banditen
- 1978: Jörg Ratgeb, Maler
- 1978: Der Übergang
- 1979: Alle meine Mädchen (Stimme)
- 1980: Seitensprung
- 1980: Johann Sebastian Bachs vergebliche Reise in den Ruhm
- 1987: Vernehmung der Zeugen
- 1993: Ein Mann für jede Tonart
- 1998: Das Mambospiel
- 1999: Sonnenallee
- 2001: Sass
- 2001: Boran
- 2003: Lichter
- 2004: Basta – Rotwein oder Totsein
- 2004: Alles auf Zucker!
- 2008: Ich will da sein – Jenny Gröllmann (Dokumentarfilm)
- 2008: Alter und Schönheit
- 2009: Whisky mit Wodka
- 2009: Lila, Lila
- 2010: Das Leben ist zu lang
- 2010: Goethe!
- 2011: Polnische Ostern
- 2012: Die Abenteuer des Huck Finn
- 2012: Jesus liebt mich
- 2013: Hai-Alarm am Müggelsee
- 2013: Da geht noch was
- 2013: Am Hang
- 2015: Rico, Oskar und das Herzgebreche
- 2016: Rico, Oskar und der Diebstahlstein
- 2017: Kundschafter des Friedens
- 2017: Hanni & Nanni – Mehr als beste Freunde
- 2020: Die Känguru-Chroniken
- 2022: Stasikomödie
- 2023: The Investor
- 2025: Kundschafter des Friedens 2

### Fernsehen

#### Fernsehfilme
- 1971: Ein Mann, der sterben muß
- 1972: Meine Schwester Tilli
- 1974: Ich war in Honolulu – wetten?
- 1975: Mord im märkischen Viertel
- 1976: Frau Jenny Treibel
- 1976: Wenn einer was versprochen hat
- 1977: Camping-Camping
- 1977: Dantons Tod
- 1979: Das Idol von Mordassow
- 1979: Der Menschenhasser
- 1980: Aber Doktor
- 1982: Benno macht Geschichten (Zweiteiler)
- 1983: Es geht einer vor die Hunde
- 1983: Der Bastard (Zweiteiler)
- 1983: Zauber um Zinnober (Fernsehfilm)
- 1984: Heiße Ware in Berlin
- 1985: Es steht der Wald so schweigend
- 1986: Weihnachtsgeschichten
- 1987: Das wirkliche Blau
- 1987: Der Werwolf von W.
- 1987: Vernehmung der Zeugen
- 1989: Die ehrbaren Fünf
- 1990: Selbstversuch
- 1992: Karl May (Sechsteiler)
- 1994: Um jeden Preis
- 1995: Tödliches Geld – Das Gesetz der Belmonts
- 1996: Der Schattenmann (Fünfteiler)
- 1996: Die Katze von Kensington
- 1996: Rache ist süß
- 1997: Der Weihnachtsmörder
- 1998: Der König von St. Pauli (Sechsteiler)
- 1998: Liebling, vergiß die Socken nicht!
- 1998: Der Kuß des Killers
- 1999: Herzlos
- 1999: Letzter Atem
- 1999: Warten ist der Tod (Zweiteiler)
- 1999: Schmutzige Hände
- 2000: Liebestod
- 2000: Der Mörder in meiner Nähe
- 2000: Eine Handvoll Glück
- 2000: Dämonen
- 2002: Gefährliche Nähe und du ahnst nichts
- 2005: Die Nachrichten
- 2006: Auf ewig und einen Tag
- 2007: Erlkönig
- 2008: Mordshunger
- 2009: Hoffnung für Kummerow
- 2009: Die Gänsemagd
- 2010: Auf Doktor komm raus
- 2010: Der Uranberg
- 2011: Beate Uhse – Das Recht auf Liebe
- 2012: Rat mal, wer zur Hochzeit kommt
- 2012: Weihnachten … ohne mich, mein Schatz!
- 2014: Frauen verstehen
- 2014: Die Zeit mit Euch
- 2014: Der Mann ohne Schatten
- 2015: Der Pfarrer und das Mädchen
- 2015: Besuch für Emma
- 2018: Spätwerk
- 2019: Bingo im Kopf
- 2021: Wir bleiben Freunde
- 2022: Ein Leben lang

#### Fernsehserien und -reihen
- 1972: Polizeiruf 110: Blütenstaub
- 1975: Kriminalfälle ohne Beispiel: Mord im Märkischen Viertel
- 1978: Polizeiruf 110: Die letzte Chance
- 1980: Polizeiruf 110: Der Hinterhalt
- 1981: Polizeiruf 110: Trüffeljagd
- 1981: Das große Abenteuer des Kaspar Schmeck (3 Folgen)
- 1985: Polizeiruf 110: Treibnetz
- 1986: Polizeiruf 110: Mit List und Tücke
- 1988: Polizeiruf 110: Flüssige Waffe
- 1993: Tatort: Verbranntes Spiel
- 1994: Tatort: Jetzt und Alles
- 1994: Anwalt Abel: Ihr letzter Wille gilt
- 1994: Praxis Bülowbogen (Folge Unerwartete Wendung)
- 1995–1997: Gegen den Wind (7 Folgen)
- 1995: Faust (Folge Mordpoker)
- 1996: Mensch, Pia! (10 Folgen)
- 1997: Einsatz Hamburg Süd (Folge Außer Kontrolle)
- 1997: Polizeiruf 110: Gänseblümchen
- 1997: Schimanski: Hart am Limit
- 1999–2007: Siska (verschiedene Rollen, 3 Folgen)
- 2001: Tatort: Eine unscheinbare Frau
- 2002: Der Bulle von Tölz: Mord mit Applaus
- 2003: SOKO 5113 (Folge Der Hammer fällt)
- 2003: Polizeiruf 110: Verloren
- 2004: Polizeiruf 110: Dumm wie Brot
- 2004: Polizeiruf 110: Winterende
- 2005: Polizeiruf 110: Resturlaub
- 2005: Polizeiruf 110: Vorwärts wie rückwärts
- 2005: Der Alte (verschiedene Rollen, zwei Folgen)
- 2006–2009: Commissario Laurenti (5 Folgen)
  - 2006: Die Toten vom Karst
  - 2006: Gib jedem seinen eigenen Tod
  - 2007: Tod auf der Warteliste
  - 2008: Der Tod wirft lange Schatten
  - 2009: Totentanz
- 2011: Spreewaldkrimi: Die Tränen der Fische
- 2011: Marie Brand und der Sündenfall
- 2011: Polizeiruf 110: Blutige Straße
- 2014: Bella Block: Für immer und immer
- 2015: Liebe am Fjord – Unterm Eis
- 2016: Nachtschicht – Ladies First
- 2019: 8 Tage (8 Folgen)
- 2019–2025: Kommissar Fischer-Reihe:
  - 2019: Tage des letzten Schnees
  - 2022: Das Licht in einem dunklen Haus
  - 2025: Die Stille am Ende der Nacht
- 2022: Ze Network (8 Folgen)

## Theater (Auswahl)
Schauspieler
- 1970: George Bernhard Shaw: Die Heilige Johanna (Verwalter) – Regie: Hans-Dieter Meves (Bühnen der Stadt Magdeburg)
- 1971: Heiner Müller: Weiberkomödie – Regie: Konrad Zschiedrich (Bühnen der Stadt Magdeburg)
- 1971: Sean O’Casey: Purpurstaub – Regie: Konrad Zschiedrich (Bühnen der Stadt Magdeburg)
- 1971: Sean O’Casey: Das Ende vom Anfang – Regie: Berndt Renne (Bühnen der Stadt Magdeburg)
- 1971: Sean O’Casey: Gutnachtgeschichte – Regie: Berndt Renne (Bühnen der Stadt Magdeburg)
- 1972: Friedrich Schiller: Die Räuber (Karl) – Regie: Konrad Zschiedrich (Bühnen der Stadt Magdeburg)
- 1972: Wladimir Majakowski: Das Schwitzbad (Erfinder) – Regie: Werner Freese (Bühnen der Stadt Magdeburg)
- 1972: Volker Braun: Die Kipper (Kont) – Regie: Hans-Dieter Meves (Bühnen der Stadt Magdeburg)
- 1972: Ecaterina Oproiu: Ich bin nicht der Eiffelturm – Regie: Dieter Roth (Bühnen der Stadt Magdeburg)
- 1973: Georg Büchner: Dantons Tod (St. Just) – Regie: Konrad Zschiedrich (Bühnen der Stadt Magdeburg)
- 1973: Peter Hacks: Amphitryon (Sosias) – Regie: Dieter Roth (Bühnen der Stadt Magdeburg)
- 1974: Juri Olescha: Die rote Unschuld oder die Liste der Wohltaten – Berndt Renne (Volksbühne Berlin)
- 1974: István Örkény: Familie Tót (Major) – Regie: Helmut Straßburger (Volksbühne Berlin)
- 1974: Christoph Hein: Schlötel oder Was solls – Regie: Manfred Karge/Matthias Langhoff (Volksbühne Berlin)
- 1975: Moliere: Menschenfeind – Regie: Fritz Marquardt (Volksbühne Berlin)
- 1975: Jean Racine: Britannicus (Britannicus) – Regie: Brigitte Soubeyran (Volksbühne Berlin)
- 1975: Heiner Müller: Die Schlacht (diverse Rollen) – Regie: Manfred Karge und Matthias Langhoff (Volksbühne Berlin)
- 1976: Heiner Müller: Die Bauern (FDJler) – Regie: Fritz Marquardt (Volksbühne Berlin)
- 1978: William Shakespeare: Hamlet (Rosenkranz) – Regie: Benno Besson (Volksbühne, Berlin)
- 1980: Heiner Müller: Der Bau – Regie: Fritz Marquardt (Volksbühne, Berlin)
- 1980: Georg Kaiser: Von morgens bis mitternachts – Regie: Uta Birnbaum (Volksbühne Berlin)
- 1981: Carlo Gozzi: Der Rabe (Truffaldino) – Regie: Berndt Renne (Volksbühne Berlin)
- 1985: Henrik Ibsen: Nora (Helmer) – Regie: Frank Castorf (Theater Anklam)
- 1987: Michail Bulgakow: Meister und Margarita – Regie: Siegfried Höchst (Volksbühne Berlin)
- 1988: Paul Zech: Das trunkene Schiff (Verlaine) – Regie: Frank Castorf (Volksbühne Berlin)
- 1989: William Shakespeare: Hamlet (Claudius) – Regie: Frank Castorf (Kölner Schauspiel)
- 1990: Friedrich Schiller: Die Räuber (Franz) – Regie: Frank Castorf (Volksbühne Berlin)
- 1990: Johann Wolfgang von Goethe: Stella (Fernando) – Regie: Frank Castorf (Schauspielhaus Hamburg)
- 1992: Arnolt Bronnen: Rheinische Rebellen (Occc) – Regie: Frank Castorf (Volksbühne Berlin)
- 1993: Henrik Ibsen: Frau vom Meer (Dr. Wangel) – Regie: Frank Castorf (Volksbühne Berlin)
- 1994: Stanislawa Przybyszewska: Die Sache Danton (Danton) – Regie: Frank Castorf (Volksbühne Berlin)
- 1994: Carl Laufs/Wilhelm Jacoby/Heiner Müller: Pension Schöller: Die Schlacht (Onkel Philipp) – Regie: Frank Castorf (Volksbühne Berlin)
- 1995: Federico Fellini: Stadt der Frauen (Snaporaz) – Regie: Frank Castorf (Volksbühne Berlin)
- 1997: Gerhart Hauptmann: Die Weber (Fabrikant Dreißiger) – Regie: Frank Castorf (Volksbühne Berlin)
- 1998: Jean-Paul Sartre: Schmutzige Hände (Höderer) – Regie: Frank Castorf (Volksbühne Berlin)
- 1999: Fjodor Dostojewski: Dämonen (Stepan Trofimowitsch) – Regie: Frank Castorf (Wiener Burgtheater/Volksbühne Berlin)
- 1999: William Shakespeare: Heinrich VI (Heinrich IV) – Regie: Frank Castorf (Prater Berlin)
- 2000: Tennessee Williams: Endstation Sehnsucht / Endstation Amerika (Stanley Kowalski) – Regie: Frank Castorf (Salzburger Festspiele/Volksbühne Berlin)
- 2001: Fjodor Dostojewski: Erniedrigte und Beleidigte (Fürst Walkowski) – Regie: Frank Castorf (Volksbühne Berlin)
- 2002: Michail Bulgakow: Meister und Margarita (Teufel) – Regie: Frank Castorf (Volksbühne Berlin)

Regisseur
- 1986: Sean O’Casey: Das Ende vom Anfang (Friedrichstadt-Palast, Berlin)[11]
- 1986: Sean O’Casey: Gutenachtgeschichte (Friedrichstadt-Palast, Berlin)
- 1988: Ödön von Horváth: Glaube Liebe Hoffnung (Volksbühne Berlin)
- 1990: Johann Wolfgang von Goethe: Clavigo (Volksbühne Berlin)[12]
- 1991: Molière: Der Menschenfeind (Volksbühne Berlin)

## Hörspiele (Auswahl)
- 1969: Claude Prin: Potemkin 68 (Student) – Regie: Edgar Kaufmann (Hörspiel – Rundfunk der DDR)
- 1980: Hans Christian Andersen: Däumelinchen (Maikäfer) – Regie: Gisela Pietsch (Kinderhörspiel – Rundfunk der DDR)
- 1981: Joachim Brehmer: Der Doppelgänger (Fahrer) – Regie: Achim Scholz (Hörspiel – Rundfunk der DDR)
- 1982: Peter Hacks: Das Turmverlies – Geschichten von Henriette und Onkel Titus (James Krüss) – Regie: Fritz Göhler (Kinderhörspiel – Litera)
- 1984: Bertolt Brecht: Furcht und Elend des Dritten Reiches – Regie: Achim Scholz (Hörspiel – Rundfunk der DDR)
- 1984: Albert Wendt: Prinzessin Zartfuß und die sieben Elefanten – Regie: Christa Kowalski (Kinderhörspiel – Rundfunk der DDR)
- 1984: Walter Stranka: Khalid und die Königin von Saba (Yasser) – Regie: Manfred Täubert (Kinderhörspiel – Rundfunk der DDR)
- 1986: Michael Kautz: Gisa (Bertram) – Regie: Werner Grunow (Hörspiel – Rundfunk der DDR)
- 1989: Adelbert von Chamisso: Peter Schlemihl oder die Reise nach Varna – Regie: Karlheinz Liefers (Fantasy, Märchen für Erwachsene – Rundfunk der DDR)
- 1991: Holger Teschke: Der Schatzhüter im Burgwall – Regie: Gerda Zschiedrich (Kinderhörspiel – Funkhaus Berlin)
- 1993: Guido Koster: Im Viertel des Mondes (Manuel) – Regie: Karlheinz Liefers (Hörspiel – DS-Kultur/SFB)
- 2012: Christian Hussel: Die Rubine des Berbers – Regie: Wolfgang Rindfleisch (Hörspiel – DKultur)

## Auszeichnungen
- 1976: Oscar-Nominierung Jacob der Lügner (Produktion)
- 1993: Friedrich-Luft-Preis (Team)
- 1994: Schauspieler des Jahres, Theater heute
- 2000: Theaterpreis Berlin
- 2000: Bundesfilmpreis Sonnenallee (Produktion)
- 2000: Grimme-Preis Warten ist der Tod (Produktion)
- 2000: Deutscher Fernsehpreis Warten ist der Tod – Bester Fernsehfilm
- 2000: Nominierung für den Deutschen Fernsehpreis (Bester Darsteller im Film Warten ist der Tod)
- 2001: Schauspieler des Jahres, Theater heute
- 2005: Deutscher Filmpreis (Beste darstellerische Leistung – männliche Hauptrolle in Alles auf Zucker!)
- 2005: Nominierung für den Europäischen Filmpreis (Bester Schauspieler in Alles auf Zucker!)
- 2005: Nominierung für den Jameson People’s Choice Award (Bester Schauspieler in Alles auf Zucker!)
- 2005: Ernst-Lubitsch-Preis für Alles auf Zucker! (Produktion)
- 2005: Publikumspreis des Deutschen Films in Madrid für Alles auf Zucker! (Produktion)
- 2005: Adolf-Grimme-Preis Spezial für den Polizeiruf 110 des NDR
- 2006: Nominierung für den Deutschen Fernsehpreis (Bester Nebendarsteller in Die Nachrichten)
- 2006: Fernsehpreis der Deutschen Akademie der darstellenden Künste Die Nachrichten (Produktion)
- 2010: Nominierung für den Deutschen Filmpreis (Beste darstellerische Leistung – männliche Hauptrolle in Whisky mit Wodka)
- 2010: Österreichischer TV-Preis Romy – Nominierung Beliebtester Serienstar
- 2012: Paula-Preis des Progress Film-Verleih
- 2014: Ernst-Lubitsch-Preis Da geht noch was
- 2015: Premio Bacco
- 2018: Askania Lebenswerk Award
- 2018: Berliner Bär (B.Z.-Kulturpreis)
- 2018: Goldener Ochse – Ehrenpreis des Filmkunsfestes Mecklenburg-Vorpommern
- 2019: Nominierung Jupiter Award als bester TV-Schauspieler
- 2022: Nominierung Deutscher Filmpreis in der Kategorie „Beste männliche Nebenrolle“ in Stasikomödie

## Dokumentarfilm
- 2010: Henry Hübchen – Mein Leben. (50 min) Regie: Irene Höfer, Sabine Lidl